# Zangenvorschub
Zangenvorschübe sind häufig an Pressen mit Automatik bzw. Dauerhub-Betriebsarten zu finden. Die Aufgabe des Vorschubes besteht in der schrittweisen Zuführung von Bandmaterial.

## Aufbau
Der Zangenvorschub besteht aus folgenden Bauteilen:
- elektropneumatischer Steuerblock
- feste Zange
- bewegliche Zange
- Längeneinstellschraube
- Linearführung mit Pneumatikzylinder

### Automatikablauf
Im Stillstand wird das Band von der festen Zange gehalten. Die bewegliche Zange auf der Linearführung befindet sich in hinterer Position. Durch das Steuersignal von der Presse initiiert, klemmt die bewegliche Zange das Material und gleichzeitig löst die feste Zange die Klemmung. Der Pneumatikzylinder führt nun die vorher eingestellte lineare Vorschubbewegung aus. Erreicht er seine Endposition wird wieder die feste Zange aktiv und die bewegliche Zange fährt in die Ausgangsposition zurück. Das Material wird pro Zyklus immer gleich weit vorgeschoben.

### Zwischenlüften
In vielen Stanzwerkzeugen (vor allem Folgeverbundwerkzeuge) befinden sich sogenannte Sucher. Es handelt sich dabei um kegelförmig angeschliffene Stifte die in bereits gestanzte Löcher eingreifen und das Band genau positionieren. Zu diesem Zeitpunkt muss das Material frei beweglich sein, um von den Suchern verschoben werden zu können. Sobald die Sucher im Werkzeug im Eingriff sind, lösen beide Zangen die Klemmung. Ist das Band positioniert und das Werkzeug ganz geschlossen wechselt der Vorschub wieder in die normale Betriebsart.

### Vor- und Nachteile
Die Vorteile des Zangenvorschubs liegen in den günstigeren Anschaffungs- und Unterhaltskosten gegenüber dem alternativen Walzenvorschub. Die Steuerung eines Zangenvorschubs kann einfacher gebaut sein, da die Längen mechanisch eingestellt und nicht programmiert werden müssen. Die Nachteile sind eine längere Rüstzeit und weniger genaue Vorschubbewegungen. Während ein Walzenvorschub nahezu unbegrenzt lange Vorschübe ermöglicht, ist der Zangenvorschub durch die Länge des Gerätes begrenzt.